# Maxime Lestienne
Pour les articles homonymes, voir Lestienne.
Maxime Lestienne, né le 17 juin 1992 à Mouscron en Belgique, est un footballeur belge qui joue au poste d'attaquant dans le club singapourien du Lion City Sailors FC.

## Biographie

### En club
Maxime Lestienne effectue toute sa formation à l'Excelsior Mouscron, où il arrive à l'âge de six ans. Il joue dans toutes les équipes d'âge du club et dispute son premier match en Division 1 en 2008, à seulement seize ans. En 2010, le club tombe en faillite et il est libre de s'engager où il le souhaite. Il signe un contrat de deux ans et demi avec le Club Bruges KV, entraîné par Adrie Koster. Il est d'abord versé dans le noyau des espoirs, entraîné par Philippe Clément. Bien que peu utilisé, la direction du Club lui offre en août 2011 un nouveau contrat allant jusqu'en juin 2014.
Durant la seconde moitié de la saison 2011-2012, l'entraîneur allemand Christoph Daum décide de le faire jouer régulièrement avec le noyau A. Il réalise de bonnes prestations et termine la saison dans la peau d'un titulaire. Durant l'entre-saison, Georges Leekens est nommé entraîneur de l'équipe et relègue Lestienne sur le banc au profit de Carlos Bacca, Lior Refaelov ou Thomas Meunier. À la suite d'une blessure de ce dernier, Maxime Lestienne retrouve une place de titulaire contre le Cercle Bruges KSV et inscrit le premier triplé de sa carrière. Il ne quitte ensuite plus l'équipe de base et inscrit la bagatelle de douze buts à la mi-saison. Il prolonge son contrat en janvier 2013 jusqu'en juin 2017.
Devenu un des joueurs de base de l'équipe sous l'égide de Juan Carlos Garrido, ses bonnes prestations attirent les recruteurs étrangers. Durant le mercato 2013, plusieurs clubs tentent de le recruter, le plus insistant étant le CSKA Moscou, qui dépose une offre de douze millions d'euros, refusée par la direction brugeoise.
Maxime Lestienne est finalement recruté à l'été 2014 par le club qatarien Al-Arabi SC, et est immédiatement prêté au Genoa CFC. Il marque son premier but avec le club italien contre l'Inter Milan, le 23 mai 2015. La saison suivante, il est prêté au PSV Eindhoven.
Trop cher pour le club néerlandais qui est incapable de lever l'option d'achat, le 5 juillet 2016, Lestienne signe au Rubin Kazan pour quatre ans.
Après avoir été prêté en 2018 à Málaga CF, libre de tout contrat, il signe pour quatre ans Standard de Liège afin de pallier le départ d'Edmilson Junior vers le Qatar.
Peu avant le terme de son contrat, en février 2022, il quitte le Standard et s'engage auprès du Lion City Sailors, basé à Singapour,. Lestienne y retrouve la joie de jouer au football et termine meilleur buteur et meilleur joueur de la saison 2023 et prolonge son contrat jusque fin 2025.

### En sélections nationales
Maxime Lestienne devient de plus en plus important pour le Club Bruges KV au fur et à mesure des mois en 2013 et reçoit sa première sélection en équipe nationale belge en mai à l'occasion d'un stage de préparation aux États-Unis. Il ne joue pas lors du match amical organisé contre la sélection américaine.
Retenu régulièrement avec la sélection espoirs, il est exclu du groupe le 4 septembre 2013 après avoir été trouvé dans sa chambre d'hôtel en compagnie d'une femme durant la préparation d'une rencontre de qualifications pour l'Euro espoirs 2015. À la fin du mois de septembre, il est suspendu par la fédération belge pour six mois de toute sélection nationale.
En octobre 2019, Lestienne est appelé par Roberto Martínez pour une double confrontation face à Saint-Marin et au Kazakhstan dans le cadre des éliminatoires du Championnat d'Europe 2020. L'ailier du Standard de Liège est toutefois contraint d'immédiatement quitter le groupe car il se blesse aux ischios en championnat lors d'un duel face à l'Antwerp. Il est à nouveau présent dans la liste des sélctionnés pour les rencontres de novembre 2019, face à la Russie et contre Chypre mais ne finira pas sur la feuille de match.

## Style de jeu
Maxime Lestienne est un ailier de formation, jouant le plus souvent sur le côté gauche mais capable de jouer également à droite.
Il est rapide, dispose d'un bagage technique complet ainsi que d'une bonne qualité de passe. Il travaille également défensivement pour presser son adversaire direct le plus haut possible et l'empêcher de relancer son équipe. Il est un joueur combatif sur le terrain, ce qui en fait un des favoris des supporters du Club de Bruges - où il s'est révélé au plus haut niveau - pour qui il incarne la devise du club « No sweat, no glory ».

## Statistiques

### En club
| Saison                | Club                  | Championnat           | Championnat | Championnat | Championnat | Coupe(s) nationale(s) | Coupe(s) nationale(s) | Coupe(s) nationale(s) | Supercoupe | Supercoupe | Supercoupe | Compétition(s) continentale(s) | Compétition(s) continentale(s) | Compétition(s) continentale(s) | Compétition(s) continentale(s) | Autres compétitions | Autres compétitions | Autres compétitions | Autres compétitions | Total | Total | Total |
| Saison                | Club                  | Division              | M.          | B.          | P.d.        | M.                    | B.                    | P.d.                  | M.         | B.         | P.d.       | Comp.                          | M.                             | B.                             | P.d.                           | Comp.               | M.                  | B.                  | P.d.                | M.    | B.    | P.d.  |
| 2008-2009             | RE Mouscron           | Division 1            | 2           | 0           | 0           | -                     | -                     | -                     | -          | -          | -          | -                              | -                              | -                              | -                              | -                   | -                   | -                   | -                   | 2     | 0     | 0     |
| 2009-2010             | RE Mouscron           | Division 1            | 18          | 3           | 4           | -                     | -                     | -                     | -          | -          | -          | -                              | -                              | -                              | -                              | -                   | -                   | -                   | -                   | 18    | 3     | 4     |
| Sous-total            | Sous-total            | Sous-total            | 20          | 3           | 4           | -                     | -                     | -                     | -          | -          | -          | -                              | -                              | -                              | -                              | -                   | -                   | -                   | -                   | 20    | 3     | 4     |
| 2009-2010             | Club Bruges KV        | Division 1            | 5           | 0           | 0           | 2                     | 0                     | 0                     | -          | -          | -          | C3                             | 2                              | 0                              | 0                              | PO1                 | 7                   | 1                   | 0                   | 16    | 1     | 0     |
| 2010-2011             | Club Bruges KV        | Division 1            | 11          | 2           | 0           | 2                     | 0                     | 0                     | -          | -          | -          | C3                             | 3                              | 0                              | 0                              | PO1                 | 4                   | 0                   | 0                   | 20    | 2     | 0     |
| 2011-2012             | Club Bruges KV        | Division 1            | 13          | 3           | 1           | 1                     | 0                     | 0                     | -          | -          | -          | C3                             | 5                              | 1                              | 0                              | PO1                 | 6                   | 3                   | 1                   | 25    | 7     | 2     |
| 2012-2013             | Club Bruges KV        | Division 1            | 28          | 12          | 8           | 2                     | 0                     | 0                     | -          | -          | -          | C1+C3                          | 1+6                            | 0+1                            | 0+0                            | PO1                 | 10                  | 5                   | 5                   | 47    | 18    | 13    |
| 2013-2014             | Club Bruges KV        | Division 1            | 29          | 10          | 13          | 2                     | 0                     | 1                     | -          | -          | -          | C3                             | 1                              | 0                              | 1                              | PO1                 | 10                  | 1                   | 3                   | 42    | 11    | 18    |
| 2014-2015             | Club Bruges KV        | Division 1            | 4           | 0           | 0           | -                     | -                     | -                     | -          | -          | -          | C3                             | 3                              | 0                              | 2                              | PO1                 | -                   | -                   | -                   | 7     | 0     | 2     |
| Sous-total            | Sous-total            | Sous-total            | 90          | 27          | 22          | 9                     | 0                     | 1                     | -          | -          | -          | -                              | 21                             | 2                              | 3                              | -                   | 37                  | 10                  | 9                   | 157   | 39    | 35    |
| 2014-2015             | Genoa CFC (prêt)      | Serie A               | 23          | 1           | 2           | 1                     | 0                     | 0                     | -          | -          | -          | -                              | -                              | -                              | -                              | -                   | -                   | -                   | -                   | 24    | 1     | 2     |
| 2015-2016             | PSV Eindhoven (prêt)  | Eredivisie            | 14          | 1           | 7           | 1                     | 0                     | 1                     | 0          | 0          | 0          | C1                             | 4                              | 2                              | 2                              | -                   | -                   | -                   | -                   | 19    | 3     | 10    |
| 2016-2017             | FK Rubin Kazan        | Premier-Liga          | 13          | 3           | 1           | 3                     | 0                     | 1                     | -          | -          | -          | -                              | -                              | -                              | -                              | -                   | -                   | -                   | -                   | 16    | 3     | 2     |
| 2017-2018             | FK Rubin Kazan        | Premier-Liga          | 10          | 2           | 1           | 2                     | 1                     | 0                     | -          | -          | -          | -                              | -                              | -                              | -                              | -                   | -                   | -                   | -                   | 12    | 3     | 1     |
| Sous-total            | Sous-total            | Sous-total            | 23          | 5           | 2           | 5                     | 1                     | 1                     | -          | -          | -          | -                              | -                              | -                              | -                              | -                   | -                   | -                   | -                   | 28    | 6     | 3     |
| 2017-2018             | Málaga CF (prêt)      | Liga                  | 12          | 0           | 1           | -                     | -                     | -                     | -          | -          | -          | -                              | -                              | -                              | -                              | -                   | -                   | -                   | -                   | 12    | 0     | 1     |
| 2018-2019             | Standard de Liège     | Division 1A           | 20          | 4           | 3           | 1                     | 0                     | 0                     | -          | -          | -          | C3                             | 5                              | 0                              | 0                              | PO1                 | 7                   | 1                   | 0                   | 33    | 5     | 3     |
| 2019-2020             | Standard de Liège     | Division 1A           | 27          | 7           | 5           | 2                     | 1                     | 0                     | -          | -          | -          | C3                             | 5                              | 2                              | 0                              | -                   | -                   | -                   | -                   | 34    | 10    | 5     |
| 2020-2021             | Standard de Liège     | Division 1A           | 30          | 5           | 5           | 3                     | 0                     | 0                     | -          | -          | -          | C3                             | 4                              | 2                              | 0                              | PO2                 | 3                   | 0                   | 0                   | 40    | 7     | 5     |
| 2021-2022             | Standard de Liège     | Division 1A           | 8           | 0           | 0           | -                     | -                     | -                     | -          | -          | -          | -                              | -                              | -                              | -                              | -                   | -                   | -                   | -                   | 8     | 0     | 0     |
| Sous-total            | Sous-total            | Sous-total            | 85          | 16          | 13          | 6                     | 1                     | 0                     | -          | -          | -          | -                              | 14                             | 4                              | 0                              | -                   | 10                  | 1                   | 0                   | 115   | 22    | 13    |
| 2022                  | Lion City Sailors     | Premier League        | 25          | 12          | 25          | 3                     | 3                     | 1                     | -          | -          | -          | ACL                            | 6                              | 1                              | 2                              | -                   | -                   | -                   | -                   | 34    | 16    | 28    |
| 2023                  | Lion City Sailors     | Premier League        | 24          | 25          | 22          | 5                     | 0                     | 7                     | -          | -          | -          | ACL                            | 6                              | 1                              | 0                              | -                   | -                   | -                   | -                   | 35    | 26    | 29    |
| 2024-2025             | Lion City Sailors     | Premier League        | 27          | 14          | 22          | 3                     | 1                     | 2                     | 1          | 1          | 1          | ASEAN (en)+ACL2                | 5+13                           | 1+5                            | 0+7                            | -                   | -                   | -                   | -                   | 49    | 22    | 32    |
| 2025-2026             | Lion City Sailors     | Premier League        | -           | -           | -           | -                     | -                     | -                     | 1          | 0          | 0          | ASEAN (en)+ACL2                | -                              | -                              | -                              | -                   | -                   | -                   | -                   | 1     | 0     | 0     |
| Sous-total            | Sous-total            | Sous-total            | 76          | 51          | 69          | 11                    | 4                     | 10                    | 2          | 1          | 1          | -                              | 30                             | 8                              | 9                              | -                   | -                   | -                   | -                   | 119   | 64    | 89    |
| Total sur la carrière | Total sur la carrière | Total sur la carrière | 343         | 104         | 120         | 33                    | 6                     | 13                    | 2          | 1          | 1          | -                              | 69                             | 18                             | 12                             | -                   | 47                  | 11                  | 9                   | 494   | 140   | 155   |

## Palmarès

### En club
|  |  | Club Bruges KV - Championnat de Belgique : - Vice-champion : 2012 et 2015. |  | PSV Eindhoven - Championnat des Pays-Bas (1) : - Champion : 2016. - Johan Cruijff Schaal (1) : - Vainqueur : 2015. |  | Standard de Liège - Coupe de Belgique : - Finaliste : 2021. |  | Lion City Sailors - Championnat de Singapour : - Vice-champion : 2022 et 2023. - Coupe de Singapour (2) : - Vainqueur : 2023 et 2025. - Community Shield (en) (1) : - Vainqueur : 2024. - Finaliste : 2025. - Ligue des champions 2 : - Finaliste : 2025. |

### Distinctions personnelles
- Footballeur de l'année à Singapour en 2023[16].
- Meilleur buteur du Championnat de Singapour (25 buts)[16].